# Smittina smittiella
Smittina smittiella is een mosdiertjessoort uit de familie van de Smittinidae. De wetenschappelijke naam van de soort is voor het eerst geldig gepubliceerd in 1947 door Osburn.